# Шачебол
Шачебол — деревня в Некрасовском районе Ярославской области. Входит в состав сельского поселения Красный Профинтерн.

## География
Находится в восточной части Ярославской области на расстоянии приблизительно 9 км на север по прямой от административного центра района поселка Некрасовское в левобережной части района.

## История
Деревня была отмечена еще на карте 1798 года. В 1859 году здесь (деревня Даниловского уезда Ярославской губернии) было учтено 44 двора, в 1898 — 44.

## Население
Численность населения: 267 человек (1859 год), 35 (русские 100 %) в 2002 году, 9 в 2010.

## Общественный транспорт
Шачебол обслуживается автобусными маршрутами №№ 130 Ярославль (КДП Заволжье) — Вятское (через Красный Профинтерн) (шесть рейсов ежедневно) и 130к Ярославль (КДП Заволжье) — Липовицы (четыре рейса ежедневно — в летний период, два — в зимний). Остановка общественного транспорта «Яхробол» находится в 1,7 км от деревни.